# Prompteur

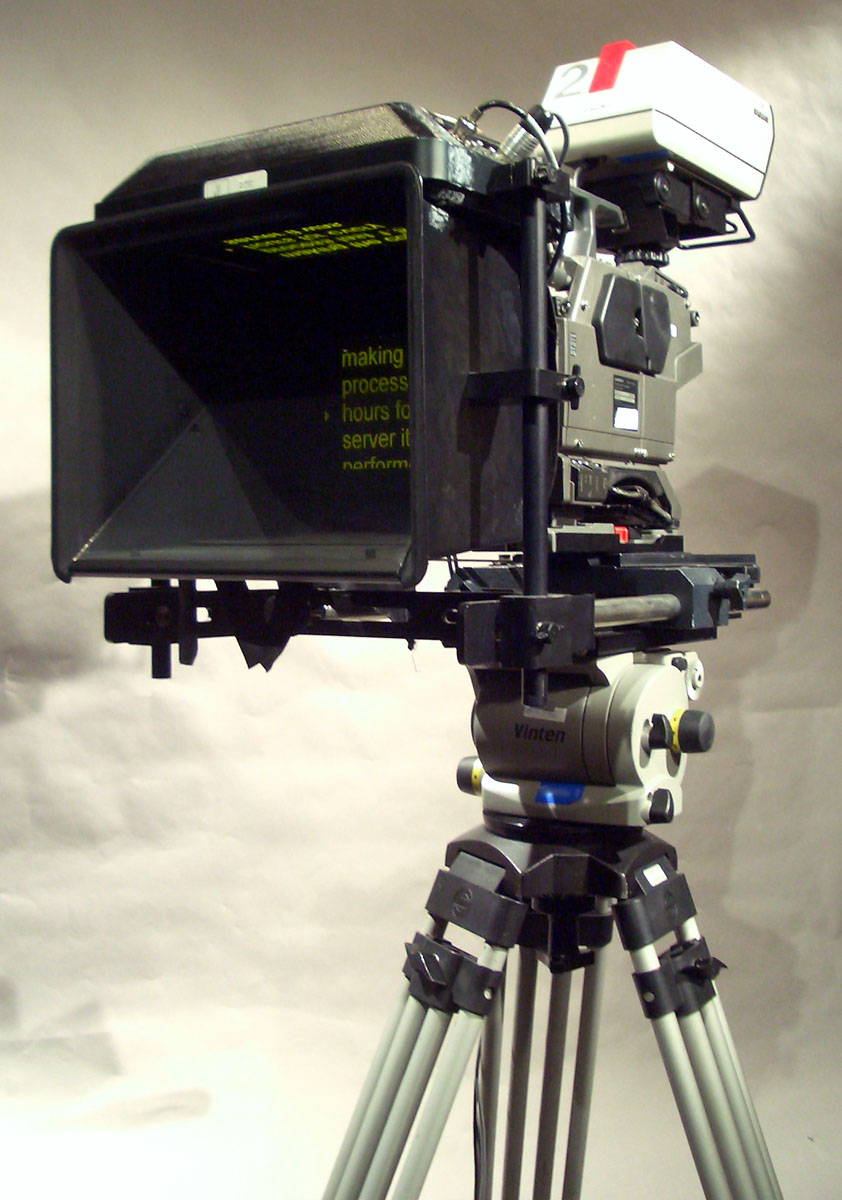
Un téléprompteur faisant défiler un texte.

Le prompteur, téléprompteur ou télésouffleur est un dispositif permettant à un présentateur de télévision ou à un orateur de lire un texte défilant sur un écran placé dans l'axe de la caméra qui le filme et ayant pour fonction de renforcer son assurance.

## Apparition et développement
Le prompteur a fait son apparition dans les années 1950 à la télévision, d'abord aux États-Unis puis en France (rapporté des États-Unis en 1957 par Pierre Bellemare), où les journalistes Roger Gicquel et Philippe Gildas furent premiers à l'utiliser durant le journal télévisé. (Léon Zitrone ou Yves Mourousi refusent d'abord son utilisation.)

## Dispositif technique

(1) caméra ; (2) chambre noire ; (3) écran ; (4) vitre transparente d'un côté et réfléchissante de l'autre ; (5) ce que la caméra voit ; (6) ce que l'orateur voit.

Il s'agit d'un dispositif complet composé d'un miroir sans tain (permettant ainsi de filmer à travers) placé devant l'objectif d'une caméra. Se reflète dans la glace un texte défilant sur un téléviseur placé à 90° par rapport à l'angle de l'objectif ; la glace décrivant un angle de 45°, à mi-chemin entre l'écran et l'objectif. Cette installation permet au journaliste de lire son texte tout en regardant la caméra de face, chose impossible par le passé : le journaliste devant constamment lire son texte placé sur la table et fixer régulièrement la caméra, pour donner une impression de discussion.

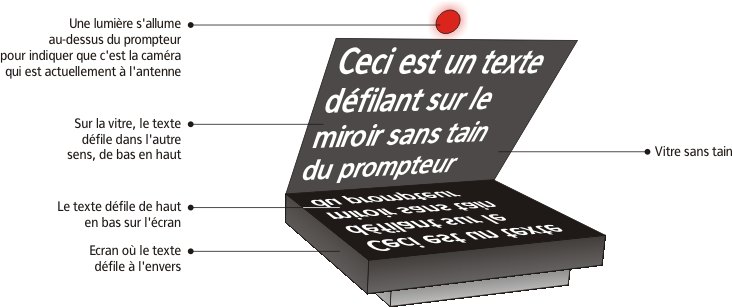
Schéma de fonctionnement d'un prompteur. Cliquez sur l'image pour la voir en entier

En l'absence de reconnaissance vocale, c'est une personne à part qui a la charge du défilement du texte à la bonne vitesse : l'opérateur ou l'opératrice prompteur. La vitesse de défilement est une responsabilité nécessitant des compétences spécifiques, car un défilement trop lent ou trop rapide se perçoit immédiatement dans l'élocution du présentateur.
Grâce à un ordinateur et un logiciel spécifique, l'opérateur peut faire défiler le texte plus ou moins rapidement, faire « passer à la trappe » des séquences ou des lancements de reportages qui sont abandonnés, etc. A l'aide d'une pédale, l'orateur (particulièrement les présentateurs de JT en continu) gère lui-même le « défilement » de son texte.

## Autres utilisations

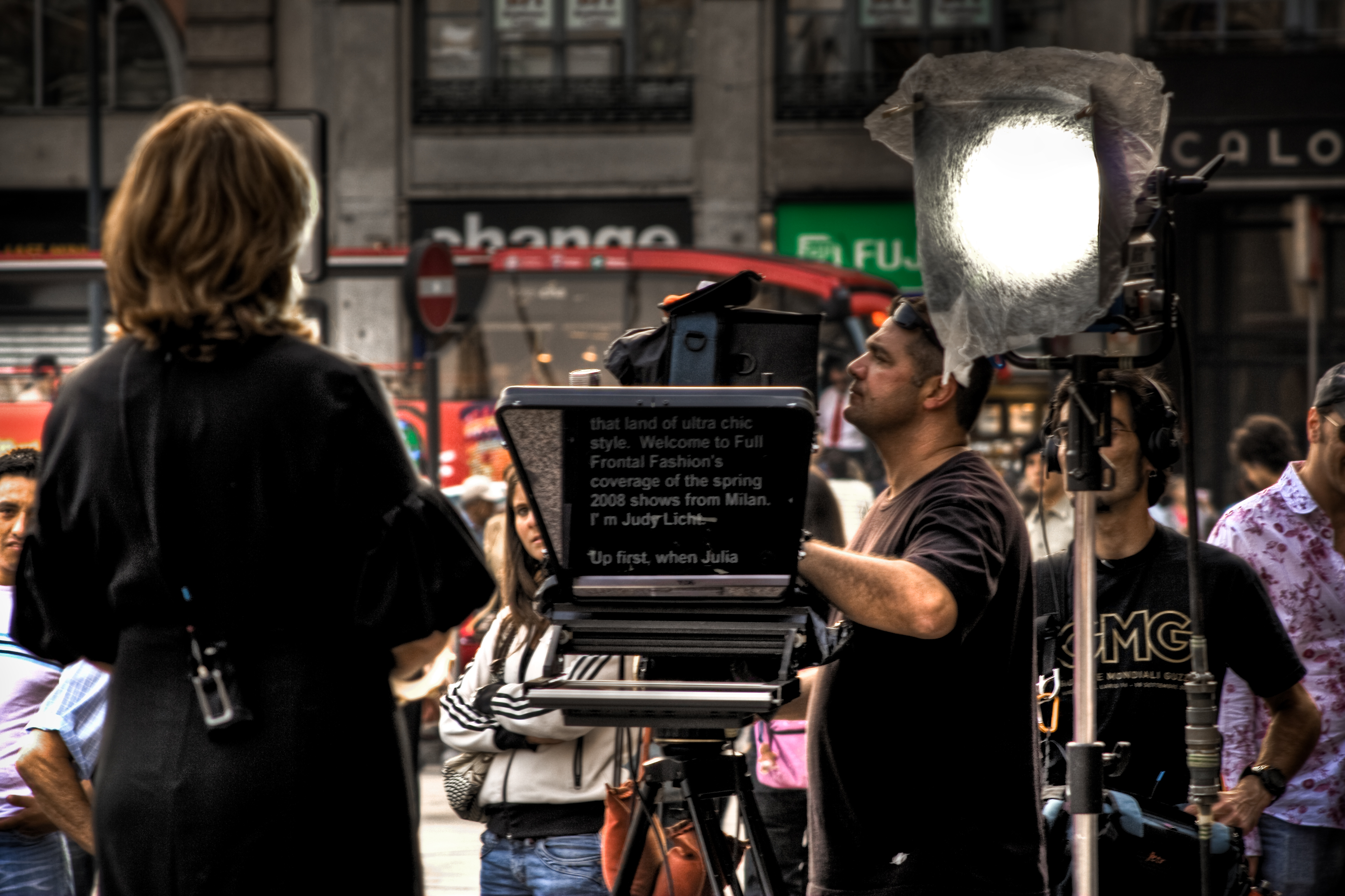
Utilisation d'un prompteur

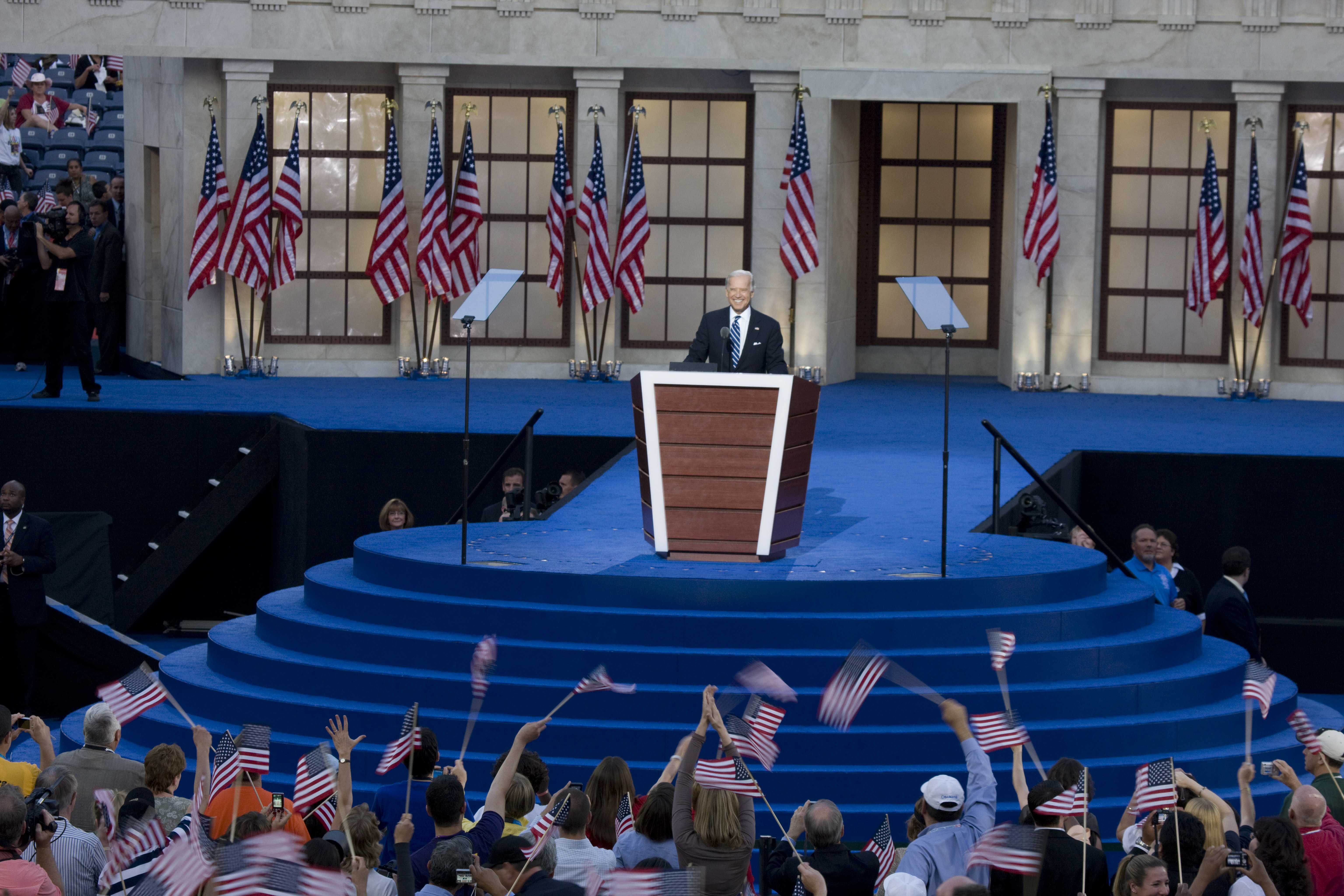
Exemple de prompteurs discrets de dernière génération: un écran translucide posé sur un pied fin.

Le prompteur s'est démocratisé dans les conférences, congrès et grandes réunions politiques et syndicales. L'installation diffère quelque peu de celle utilisée à la télévision. Il s'agit de glaces sans tain montées sur des mâts télescopiques, reflétant les écrans (où défile le texte) posés au sol et placés par paire de part et d'autre de l'orateur. Ce dernier donne l'impression de connaître son discours par cœur, alors qu'en réalité il jette des regards furtifs de part et d'autre de son pupitre, sur les miroirs. Ce type d'équipement est très utilisé par les hommes politiques. Dans ses mémoires, Margaret Thatcher dit avoir découvert le prompteur grâce à Ronald Reagan dont la prestation lors d'un sommet du G7 (au château de Versailles en 1982) l'avait fortement impressionnée.
De nos jours, le prompteur est utilisé très fréquemment à la télévision, à tel point qu'il relègue parfois les présentateurs à un simple rôle d'orateur. Son utilisation est très répandue lors d'émissions de divertissement, de certaines émissions musicales mais aussi de discours ou interventions officielles.
L'usage du prompteur s'est démocratisé. En reportage, des solutions légères existent. Montées sur la caméra à l'aide d'un écran plat de petite taille, il est presque invisible. De récentes innovations ont même permis de créer et distribuer via certains smartphones des applications de prompteur. Un bras articulé relié à la caméra et sur lequel est fixé le téléphone permet à l'orateur de lire le texte en regardant presque le même axe que celui de la caméra.